# Boridae
Famille
Les Boridae sont une famille d'insectes de l'ordre des coléoptères.

## Liste des taxons inférieurs

### Liste des sous-familles
Selon ITIS (28 août 2014) :
- sous-famille Borinae C. G. Thomson, 1859
- sous-famille Synercticinae Lawrence & Pollock, 1994

### Liste des genres
Selon Catalogue of Life (28 août 2014) :
- genre Boros
- genre Lecontia
- genre Synercticus